# Јован Лалошевић
 Јован „Јоца” Лалошевић (Сомбор, 28. март 1870 — Сомбор, 13. јануар 1935) био је српски адвокат, политичар и народни посланик.

## Биографија
Рођен је у угледној и веома имућној породици. У Сомбору, једном од најразвијенијих градских средишта тадашње јужне Аустроугарске, Јоца је завршио и основну школу и гимназију. Као гимназијалац био је члан Српског црквеног певачког друштва и од тада неговану склоност према сопственом културном уздизању и својих сународника није напуштао.
Након завршених студија права у Будимпешти, стекао је 1893. године докторат правних и политичких наука. Од 1895. се посветио адвокатском позиву.
Јоца Лалошевић се тих година укључио у национални, културни, просветни и друштвени живот српског народа у Аустроугарској монархији.
Нарочито је ангажован на политичком и музичком пољу. Био је веома музикалан. У српској песми он види знамења народног јединства. „Она треба да нас научи да смо сви ми од Солуна до Будима синови једног народа, да међу нама постоји и поред свих верских различка и политичке подељености збиља народно јединство.“
Почетком новембра 1918. године био је међу оснивачима и први председник Месног одбора Срба и Буњеваца у Сомбору, а након Велике скупштине у Новом Саду 25. новембра 1918. године изабран је за првог председника Народне управе Војводине (Влада Јована Лалошевића). Када је у октобру 1922, неколико дана пре смрти, Јаша Томић дао оставку на посланички мандат, наследио га је Лалошевић.
Био је истакнути културни радник, између осталог, оснивач је (1892) и први хоровођа Српског грађанског певачког друштва у Сомбору.